# Manuel Alonso
José Manuel Alonso de Areyzaga (ur. 12 listopada 1895 w San Sebastián, zm. 11 października 1984 w Madrycie) – hiszpański tenisista, reprezentant w Pucharze Davisa, olimpijczyk.

## Kariera tenisowa
Praworęczny Manuel Alonso był pierwszym Hiszpanem w tenisowej czołówce światowej. W latach 20. stale mieszkał w Stanach Zjednoczonych, w związku z czym figurował w rankingach amerykańskich – w czołowej dziesiątce w latach 1925–1927, w tym jako nr 2. w 1926 roku.
Był ćwierćfinalistą mistrzostw USA czterokrotnie (1922, 1923, 1925, 1927). Brał również udział w turniejach poza USA – na Wimbledonie w 1921 roku osiągnął finał all comers (turnieju bez obrońcy tytułu), pokonując w półfinale Zenzō Shimizu 3:6, 7:5, 3:6, 6:4, 8:6. W finale all comers Alonso przegrał z Brianem Nortonem 7:5, 6:4, 5:7, 3:6, 3:6. Norton przegrał następnie we właściwym finale z ubiegłorocznym mistrzem, Williamem Tildenem.
Alonso dwukrotnie (w 1920 i 1924 roku) reprezentował swój kraj na igrzyskach olimpijskich.
Bronił również barw narodowych w Pucharze Davisa, uczestnicząc w tych rozgrywkach w latach 1921, 1922, 1924, 1925, 1931 i 1936.  W edycji zawodów z 1922 roku Hiszpanie osiągnęli wspólnie z Alonso finał, w którym ulegli 4:1 Australazji. Jedyny punkt dla tenisistów z Europy zdobył Alonso pokonując w drugim meczu rywalizacji Pata O’Harę Wooda. Bilans jego występów wyniósł 11 zwycięstw i 7 porażek w singlu oraz 3 zwycięstwa i 4 porażki w deblu.
W latach 20. Alonso kilkakrotnie figurował w rankingu światowym The Daily Telegraph w czołowej dziesiątce, najwyżej w 1927 roku – nr 5. Ponadto był 8. w 1921, 1923, 1925 i 1926 roku oraz 10. w 1924 roku.
Wyniki Alonso pozostawały największymi osiągnięciami hiszpańskich graczy aż do czasu Manuela Santany, zwycięzcy Wimbledonu w 1966 roku i mistrzostw USA w 1965 roku.
W 1977 roku został uhonorowany miejscem w Międzynarodowej Tenisowej Galerii Sławy.
Jego starszy brat José María Alonso również był tenisistą, olimpijczykiem z 1920 i 1924.